# 坪内大介
坪内 大介（つぼうち だいすけ、11月12日 - ）は、株式会社TBSグロウディア所属のプロデューサー。元文化放送プロデューサー。北海道出身。

## 経歴
早稲田大学卒業。大学時代はアナウンス研究会に所属して、主に番組企画・構成に携わる。そのかたわら放送作家としてもテレビ・ラジオを中心に活動、学生ながら高額ギャラの恩恵を受ける。大学卒業後は放送作家の道を進む予定だったが、ラジオ好きだったため文化放送に就職。早朝から深夜まで数々の番組を担当。アイドル番組・お笑い番組・音楽番組を中心に多くの番組を立ち上げる。
その後、コンサルファームに所属。コンサルタントとして新規事業・業務改善・企業ＩＴ化・デジタルマーケティング領域のコンサルを担当。現在は再びメディアに復帰。TBSに移籍し、引き続きラジオ番組・イベントに携わっている。

## 人物
- かつては裏方に留まらず、レポートを入れたり番組の進行をしたりと自ら出演することが多かった。
- 深夜放送では、アイドルやミュージシャンのライブツアーに帯同することが多く、出張が多かった。
- 関西ジャニーズJr.時代の横山裕・村上信五の才能を見出し番組を継続していた[1]。
- 車好きで、家に帰らず車に帰る生活を繰り返していた。（毎年F1日本グランプリを生で観戦）
- チーフPの経験が多いので、人におごることが多かった。
- 深夜にレコード会社、芸能事務所の人間を30名くらい集め、新宿の地下のお店に26時から会合を開いていた。
- お笑いが好きで、まだ無名の芸人さんのネタ見せを行っていた。
- アイドルやアーティストなど、これから活躍しそうなキャラクターを見出し、番組を行っていた[2]。
- 夜の番組では文化放送としては20年ぶりにターゲット1位を達成。
- 昼の番組に移ってからは、もともと持っていた政治色が色濃くなり[3]、番組内でも反映させるようになっていった。
- 昼夜ともに1位を獲得した文化放送では珍しい人物[4]。
- 出演者やスタッフからの信頼は厚く、よくネタにされていた。
- 日本テレビ系『スター☆ドラフト会議』にスカウトマンとして出演していた。

## 過去の担当番組
- 梶原しげるの本気でDONDON
- 電撃大賞（松野太紀・栗林三枝）
- 平松晶子・三重野瞳のミラクル山脈2
- 三重野瞳の瞳にダイヤモンド
- 浜美枝のあなたに逢いたい
- 小西克哉のなんだ？ なんだ！
- 今田耕司・東野幸治のCome on FUNKY Lips!
- 品川庄司のLIPS PARTY 21.jp
- サムシング・エルスのLIPS PARTY 21.jp
- ジョビジョバのLIPS PARTY 21.jp
- HiP HOPパラダイス! (新山千春、深田恭子、優香、酒井彩名、大森玲子、平山綾、堀越のり、野村恵理）
- Amazing BoA!
- 古本新之輔 ちゃぱらすかWOO!
- ちゃっぱら店物語（サモアリナンズ・大谷みつほ）
- モーニング娘。安倍なつみのエアモニ。
- 平家みちよのどちらまで？
- Berryz工房 起立! 礼! 着席!
- Berryz工房 嗣永桃子のぷりぷりプリンセス
- 関西ジャニーズJr. 横山裕・村上信五の笑う大捜査線
- KinKi Kids どんなもんヤ!
- レコメン!
- FRIDAY SUPER COUNTDOWN 50
- 大竹まこと ゴールデンラジオ!
- R-One KAT-TUN(上田竜也・中丸雄一)
- KちゃんNEWS（小山慶一郎）
- 今井翼のto base
- 国分太一 TOKIO ザ・ライド
- SUPER STAR QR
- 嵐・相葉雅紀のレコメン!アラシリミックス
- のーぎゃらくん
- 田原総一朗 オフレコ!

## 過去の受賞番組
- 「松尾貴史のエコロジー祭」（日本民間放送連盟賞） 第47回教養番組部門優秀賞（公益財団法人 放送番組センター・放送ライブラリーにて永久保存・視聴可）

## 過去の出演番組
- スター☆ドラフト会議（日本テレビ）
- 株式会社o－daiba．com～美少女IT戦士リアルシターズ（フジテレビ）
  - 松本まりか（演・板倉あやの）：霊感を持つ不思議な少女（ヒロイン）
  - 栗山千明（演・成瀬一美）：孤独な影を持つ少女
  - 須藤温子（演・淡井真紀）：心優しき少女
  - ベッキー（演・田中リタ）：負けず嫌いの少女
  - 宮崎あおい（演・高原零）：恋愛第一主義の少女

## 過去の執筆掲載
- KinKi Kids DONNAMONYA! 2 / ワニブックス
- 大塚愛のai-r Jack / ソニー・マガジンズ[5]
- 手のひらにおさまる77のちょっとした幸せ / ポプラ社
- HiP HOPパラダイス! RADIO CD「Pretty HIP」

- 『GALAC』（ぎゃらく）No.150 / 2009年11月号
◆特集◆こんな生番組が見たい！わたしの生番組・方法論「大竹まことゴールデンラジオ！」 / 坪内大介
- 2カ月に一度『スペシャルウイーク』 ラジオ局が“大盤振る舞い” 豪華ゲストに景品も 聴取率調査週間 リスナーへの感謝祭
- 制作日記 「大竹まことゴールデンラジオ！」　文化放送　音以上が生まれる醍醐味
- 【アイ　ラジオはいま…】（2）「心」と「情報」の狭間で
- （逆風満帆）作家・室井佑月：上 「アホ枠」逆手に本音で語る